# Kristýna Badinková Nováková
Kristýna Badinková Nováková, dříve Fuitová Nováková, rozená Kristýna Nováková (* 24. dubna 1983 Praha, Československo) je česká filmová herečka. Její nejznámější rolí je Jindřiška z filmu Pelíšky.

## Biografie
Vystudovala střední odbornou školu specializační, obor cestovní ruch a DAMU, katedry alternativního a loutkového divadla. V letech 1994 až 1998 byla členkou Divadelního souboru Bílá síť, od roku 2005 organizuje vlastní divadelní projekty (v roce 2005 premiéra autorského představení ADORE v divadelním prostoru NoD v Praze). Do povědomí diváků se dostala díky filmu Výchova dívek v Čechách, kde na sebe upozornila v roli školačky Agáty. Tam si jí také všiml režisér Jan Hřebejk, který ji pozval na konkurz pro roli Jindřišky ve filmu Pelíšky. Dále si zahrála v televizním seriálu Bazén, Ordinace v růžové zahradě, Letiště a ve filmech Ro(c)k podvraťáků, Chyťte doktora, Děti noci aj. Objevila se také v dokumentu Můj dům, můj hrad režiséra Pavla Fojtíka a účinkovala rovněž ve filmu Jak jsme natáčeli s Tomem režiséra Morise Issy – vítězném snímku mezinárodní přehlídky CIAK Junior, kde soutěží krátké filmy natočené podle dětských námětů. Hraje také v divadle, např. ve Studiu Dva Dámská šatna, Zdravý nemocný, Absolvent.
Byla vdaná za režiséra Jaroslava Fuita. 25. listopadu 2009 se jim narodila dcera Rozárie a v roce 2013 dcera Mariana. V roce 2016 se s ním rozvedla. V roce 2018 se podruhé vdala. Z druhého manželství má syna Vincenta.

## Filmografie
- Jak jsme natáčeli s Tomem (1997)
- Výchova dívek v Čechách (1997)
- Kinetická encyklopedie všehomíra (1998)
- Pelíšky (1999)
- Brnění a rolničky (2001)
- Bespojení (2003)
- Pátek čtrnáctého (2003)
- Světlu vstříc (2003)
- Milenci & Vrazi (2004)
- Bazén (televizní seriál, 2005)
- Ordinace v růžové zahradě (televizní seriál, 2005)
- Rána z milosti (2005)
- Letiště (televizní seriál, 2006)
- Ro(c)k podvraťáků (2006)
- Chyťte doktora (2007)
- Děti noci (2008)
- Taková normální rodinka (2008)
- Dvojka (2009)
- Láska za milion (2009)
- Kuky se vrací (2010)
- Aféry (televizní seriál, 2011)
- Líbánky (2013)
- Život a doba soudce A. K. (2014) – díly Odlišnost a Kněz (Pavla Bendová)
- Kriminálka Anděl (2014) – díl Sekretář (Renata Kervitzerová)
- Temný Kraj (televizní seriál, 2017)